# بوئینگ کانادا
بوئینگ کانادا زیرمجموعه کانادایی بوئینگ است که در وینیپگ، منیتوبا، ریچموند، بریتیش کلمبیا، مونترال و اتاوا فعالیت دارد. بوئینگ بیش از ۱۶۰۰ کارمند در کانادا دارد. هواپیمای بوئینگ کانادا لیمیتد در سال ۱۹۲۹ توسط شرکت هواپیماسازی بوئینگ آمریکا تشکیل شد.
در اکتبر ۲۰۰۸، بوئینگ کانادا به عنوان یکی از «۱۰۰ کارفرمای برتر کانادا» توسط مدیاکورپ کانادا. معرفی شد و در مجله خبری مکلینز منتشر شد. در اواخر همان ماه، شرکت فناوری بوئینگ کانادا در وینیپگ نیز به عنوان یکی از کارفرمایان برتر منیتوبا معرفی شد که توسط روزنامه وینیپگ فری پرس اعلام شد.

## همچنین ببینید
- هروکس-دوتک
- مک‌دونالد، دتوایلر و شرکاء